# Магула Валентин Еммануїлович
Магула Валентин Еммануїлович (22 березня 1927, Одеса — 21 березня 2001, Миколаїв) — фахівець у галузі кораблебудування. Доктор технічних наук (1966), професор (1967).
Заслужений діяч науки УРСР (1988). Член Академії інженерних наук України (1991).

## Біографія
Закінчив Одеський інститут інженерно-морського флоту (1950). У 1950—1957 — працював у Далекосхідному вищому інженерному морському училищі (Владивосток, РФ): від 1954 — завідувач кафедри теорії і пристроїв суден; від 1971 — в Українському морському технічному університеті (Миколаїв): заснував і завідував кафедрою морських технологій (1972—93), професор (1993—2001), водночас 1999—2001 — керував Центром підводної техніки університету.
Наукові інтереси Валентина Магули були пов'язані з теорією і проектуванням нових суднобудівних конструкцій — гнучких оболонок, а також зі створенням суднових конструкцій і пристроїв нового типу. Під його керівництвом розроблено велику кількість суднових конструкцій і пристроїв на основі гнучких оболонок. Ним розвинена теорія і методи проектування гнучких оболонок, їм створено наукову школу з гнучким оболонок і судновим пристроїв, підготовлено понад 10 к.т.н. Він створив в МКІ галузеву лабораторію суднових пристроїв, а потім — лабораторію морських технологій. Серед розробок лабораторії -Допоміжні вітрильне озброєння для суховантажу «річка-море».
Автор понад 270 друкованих праць, 9 книг і понад 40 винаходів. Під його керівництвом вперше в країні створені буксирні суднові м'які ємності, гнучкі суднові перебірки, пневматичні покривала і подушки для обмеження рухливості сипучих вантажів. В області теорії Магулою і його учнями розроблені питання нелінійної механіки гнучких оболонок і ниток, а також пружних протиударних систем (динаміка буксирних канатів в потоці рідини, Крайнєвих пристроїв тощо).

## Наукові праці
- Теория и устройство судов. Москва, 1963
- Судовые эластичные конструкции. Ленинград, 1978
- Оборудование морских судов для безопасной перевозки зерна. Москва, 1981
- Специальные судовые устройства. Ленинград, 1983; Судовые устройства. Ленинград, 1987
- Кранцевая защита. Ленинград, 1992
- Проектирование самоходных приводных подводных систем. К., 1997 (усі — співавт.).